# Ransford Brempong
Ransford Brempong (* 22. Juli 1981 in Brampton, Ontario) ist ein ehemaliger kanadischer Basketballspieler, der nach seinem Studium in den Vereinigten Staaten professionell in den Niederlanden und Deutschland spielte. Der Name des kanadischen Nationalspielers, dessen Familienname in Ghana gebräuchlich ist, wird zumeist als Rans Brempong abgekürzt. Nach 2011 war Brempong professionell nicht mehr aktiv, nachdem er zuvor bereits anhaltende Knieprobleme hatte.

## Karriere
Während seines Studiums an der Western Carolina University spielte Brempong von 2000 bis 2005 für das Catamounts genannte Hochschulteam in der Southern Conference der NCAA Division I. Die Catamounts sind keine besonders erfolgreiche Basketballmannschaft und wurden erst einmal 1996 Sieger dieser Conference, was vor seiner Studienzeit war. Er war in der NCAA-Saison 2003/04 nach einem Spiel verletzungsbedingt redshirted gemeldet, was meint, dass er in dieser Spielzeit nicht weiter spielberechtigt war und daher seine abschließende vierte Collegespielzeit später spielen durfte. Bei den Catamounts ist er mit großem Abstand bester Shotblocker aller Zeiten mit 308 Blocks und knapp 2,7 Blocks pro Spiel. Es gibt in der Geschichte der Catamounts keinen Spieler, der in einer Spielzeit mehr Blocks erzielte als Brempong in jeder seiner vier Spielzeiten, so dass er die vier Bestleistungen in der Kategorie Shotblocking pro Saison in den Annalen der Catamounts zu Buche stehen hat.
Nach seinem Studium spielte Brempong ab 2005 im niederländischen Nimwegen als Profi in der dortigen höchsten Spielklasse Eredivisie. 2007 wurde er mit den Matrixx Magixx niederländischer Pokalsieger. Anschließend wechselte er zur BBL-Saison 2007/08 in die höchste deutsche Spielklasse Basketball-Bundesliga zum Rekordmeister Bayer Giants aus Leverkusen. Nach einem guten dritten Platz in der Hauptrunde schieden die Giants bereits in der ersten Runde, dem Viertelfinale, der Play-offs um die Meisterschaft aus. Danach wurde die Erstliga-Lizenz des Leverkusener Clubs nach Düsseldorf verkauft. Brempong wechselte zurück in die niederländische Eredivisie zu den Capitals nach Groningen und spielte im Sommer 2008 für die Nationalmannschaft seines Landes beim Qualifikationsturnier in Athen für die Olympischen Spiele 2008. Durch das Ausscheiden im Viertelfinale gegen den späteren Olympiateilnehmer Kroatien verpasste Kanada die Qualifikation für das eigentliche olympische Turnier, das drei Wochen später an gleicher Stelle stattfand. Brempong stand für sein Heimatland nie in einem Endrundenkader. Nach einer Saison in Groningen kehrte er unter anderem verletzungsbedingt nicht in den Kader des nun als GasTerra Flames firmierenden Vereins zurück. In der Saisonvorbereitung der BBL-Saison 2010/11 stand er als Testspieler im Kader der Giants Düsseldorf und konnte sich für einen Vertrag empfehlen. Somit kehrte er zu den Giants zurück, wenn auch diesmal nicht nach Leverkusen, sondern nach Düsseldorf, wo die Giants seit seinem Abgang 2008 beheimatet sind. Nach dem Abstieg der Düsseldorfer in die ProA verließ er den Verein wieder.